# Filip Marčić
Filip Marčić (Spalato, 22 febbraio 1985) è un calciatore croato, difensore del Mosor.

## Carriera

### Club
Muove i primi passi nell'Hajduk Spalato per poi continuare la sua formazione calcistica nelle giovanili del Bordeaux.
Nel 2005 fa il suo ritorno tra le file dell'Hajduk e, il 13 agosto seguente, fa il suo debutto in prima squadra subentrando al posto di Nenad Pralija in occasione della vittoria casalinga di campionato ai danni del Međimurje (1-0).

## Statistiche

### Cronologia presenze e reti in nazionale
| Cronologia completa delle presenze e delle reti in nazionale ― Croazia under 21 | Cronologia completa delle presenze e delle reti in nazionale ― Croazia under 21 | Cronologia completa delle presenze e delle reti in nazionale ― Croazia under 21 | Cronologia completa delle presenze e delle reti in nazionale ― Croazia under 21 | Cronologia completa delle presenze e delle reti in nazionale ― Croazia under 21 | Cronologia completa delle presenze e delle reti in nazionale ― Croazia under 21 | Cronologia completa delle presenze e delle reti in nazionale ― Croazia under 21 | Cronologia completa delle presenze e delle reti in nazionale ― Croazia under 21 |
| Data                                                                            | Città                                                                           | In casa                                                                         | Risultato                                                                       | Ospiti                                                                          | Competizione                                                                    | Reti                                                                            | Note                                                                            |
| ------------------------------------------------------------------------------- | ------------------------------------------------------------------------------- | ------------------------------------------------------------------------------- | ------------------------------------------------------------------------------- | ------------------------------------------------------------------------------- | ------------------------------------------------------------------------------- | ------------------------------------------------------------------------------- | ------------------------------------------------------------------------------- |
| 3-9-2004                                                                        | Velika Gorica                                                                   | Croazia under 21                                                                | 1 – 0                                                                           | Ungheria under 21                                                               | Qual. Europeo Under-21 2006                                                     | -                                                                               | 61’                                                                             |
| 7-9-2004                                                                        | Trollhättan                                                                     | Svezia under 21                                                                 | 0 – 2                                                                           | Croazia under 21                                                                | Qual. Europeo Under-21 2006                                                     | -                                                                               | 61’ 90+5’                                                                       |
| 8-10-2004                                                                       | Velika Gorica                                                                   | Croazia under 21                                                                | 1 – 0                                                                           | Bulgaria under 21                                                               | Qual. Europeo Under-21 2006                                                     | -                                                                               |                                                                                 |
| 17-11-2004                                                                      | Vinkovci                                                                        | Croazia under 21                                                                | 0 – 4                                                                           | Bosnia ed Erzegovina under 21                                                   | Amichevole                                                                      | -                                                                               |                                                                                 |
| 2-3-2005                                                                        | Široki Brijeg                                                                   | Bosnia ed Erzegovina under 21                                                   | 0 – 0                                                                           | Croazia under 21                                                                | Amichevole                                                                      | -                                                                               |                                                                                 |
| 25-3-2005                                                                       | Velika Gorica                                                                   | Croazia under 21                                                                | 2 – 1                                                                           | Islanda under 21                                                                | Qual. Europeo Under-21 2006                                                     | -                                                                               | 56’ 75’                                                                         |
| 3-6-2005                                                                        | Sofia                                                                           | Bulgaria under 21                                                               | 2 – 1                                                                           | Croazia under 21                                                                | Qual. Europeo Under-21 2006                                                     | -                                                                               | 75’                                                                             |
| 7-10-2005                                                                       | Velika Gorica                                                                   | Croazia under 21                                                                | 1 – 0                                                                           | Svezia under 21                                                                 | Qual. Europeo Under-21 2006                                                     | -                                                                               | 75’                                                                             |
| 11-10-2005                                                                      | Kaposvár                                                                        | Ungheria under 21                                                               | 2 – 2                                                                           | Croazia under 21                                                                | Qual. Europeo Under-21 2006                                                     | -                                                                               |                                                                                 |
| 12-11-2005                                                                      | Belgrado                                                                        | Serbia under 21                                                                 | 3 – 1                                                                           | Croazia under 21                                                                | Qual. Europeo Under-21 2006                                                     | -                                                                               | 90+1’                                                                           |
| 16-11-2005                                                                      | Velika Gorica                                                                   | Croazia under 21                                                                | 1 – 2                                                                           | Serbia under 21                                                                 | Qual. Europeo Under-21 2006                                                     | -                                                                               | 51’                                                                             |
| 1-8-2006                                                                        | Costrena                                                                        | Croazia under 21                                                                | 4 – 1                                                                           | Bosnia ed Erzegovina under 21                                                   | Amichevole                                                                      | -                                                                               | 59’                                                                             |
| Totale                                                                          |                                                                                 | Presenze                                                                        | 12                                                                              |                                                                                 | Reti                                                                            | 0                                                                               |                                                                                 |